# McKenna
McKenna è una serie televisiva statunitense che fu trasmessa su ABC tra il 1994 e il 1995.  Vi recitavano Chad Everett e Jennifer Love Hewitt.
La serie si basa sulla storia di Brick McKenna (Eric Close), che ritorna in Oregon per occuparsi degli affari del fratello, dopo la morte di questi, con la vedova Leigh (Shawn Huff), e il padre Jack (Chad Everett).  La sorella, Cassidy (Jennifer Love Hewitt) e i nipoti Rose e Harry, tentano di fornire il loro aiuto.

## Produzione
Di tredici episodi solo cinque ne furono trasmessi, tre nel 1994, e gli altri due nel luglio 1995. Fu invece trasmessa completamente in Australia su NBN Television.
La serie si svolge a Bend, nell'Oregon.